# Decydent
Decydent – pojęcie z zakresu teorii decyzji, oznaczające podmiot procesu decyzyjnego, czyli podmiot dokonujący wyboru ostatecznego wariantu decyzji.
Decydentem może być na przykład:
- człowiek – np. osoba, która zastanawia się w sklepie, jaki prezent kupić
- grupa osób – np. rada miasta
- maszyna – np. sterownik ustalający optymalną temperaturę w piecu hutniczym.

W przypadku kiedy decydent jest zbiorowy, należy ustalić odpowiednie procedury umożliwiające podjęcie decyzji w przypadku, kiedy poszczególne osoby uważają różne warianty za optymalne (np. głosowanie).